# Мышь для SNES

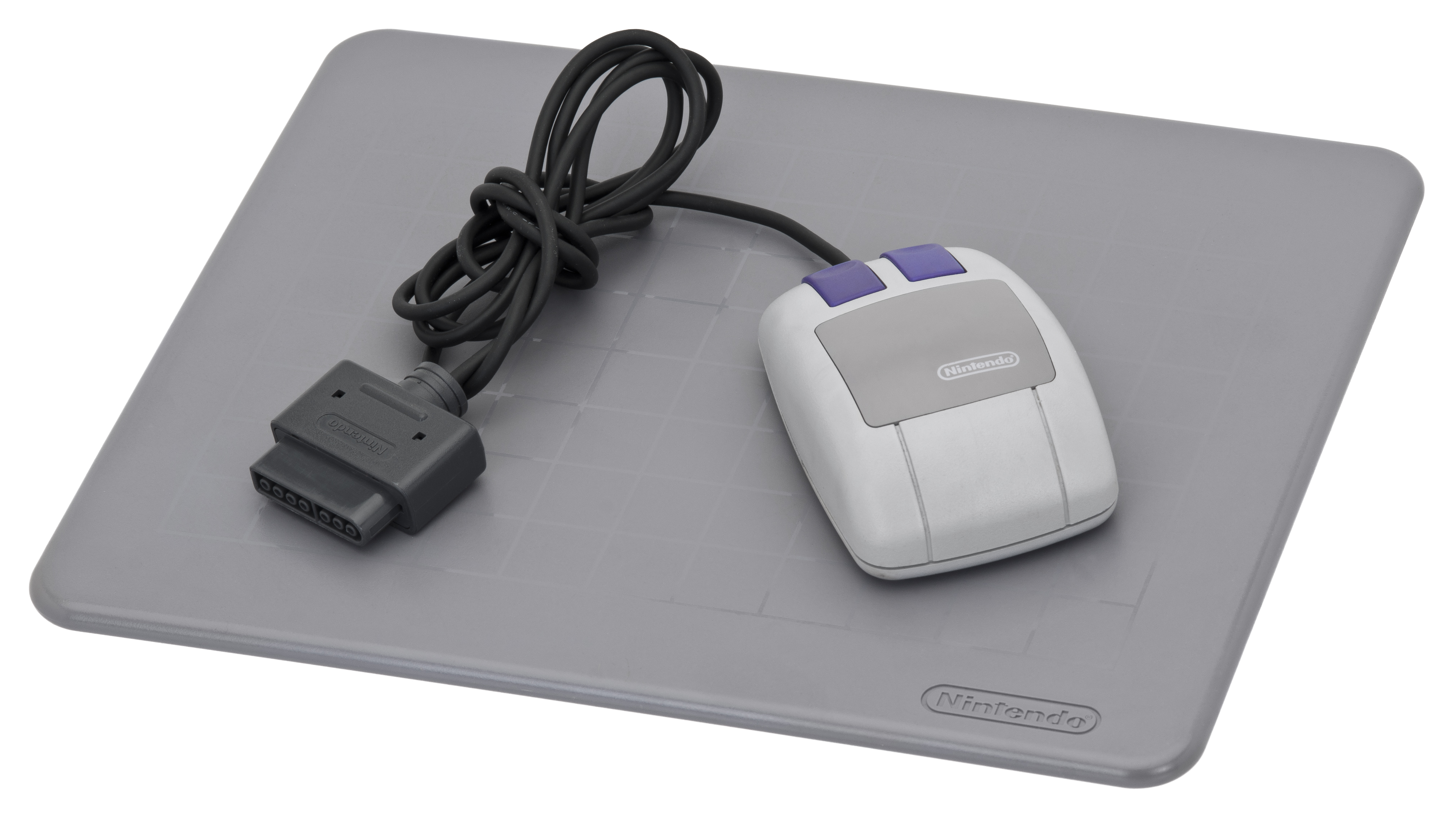
Мышь для SNES вместе с ковриком

Мышь для Super NES — периферийный аксессуар, выпущенный Nintendo в 1992 году для Super Nintendo Entertainment System (SNES). Изначально планировалась для использования с игрой Mario Paint, продавалась в комплекте с игрой и пластиковым ковриком для мыши. Вскоре после релиза мыши, появились и другие игры с поддержкой.
Хоть устройство как выглядит, так и работает подобно стандартной двухкнопочной компьютерной мыши, она была гораздо меньше, чем компьютерные мыши тех времён, а также имела существенно короткий провод по сравнению со стандартным геймпадом для SNES.

## Совместимые игры
Существенное количество игр поддерживало мышь для SNES. Мышь также поддерживалась аксессуаром Super Game Boy. Некоторые игры, вышедшие после релиза мыши для SNES, например, Tetris & Dr. Mario и Kirby Super Star предупреждают пользователя о том, что мышь несовместима с данной игрой.
Неполный список игр, совместимых с мышью для SNES:
- Acme Animation Factory[2]
- Advanced Dungeons & Dragons: Eye of the Beholder
- Alice no Paint Adventure (Только в Японии)
- Arkanoid: Doh It Again
- Asameshimae Nyanko (Только в Японии)
- Bishoujo Senshi Sailor Moon S: Kondo wa Puzzle de Oshioki yo! (Только в Японии)
- Brandish 2: Expert (Только в Японии)
- BreakThru!
- Cameltry (в Америке и Великобритании называется On the Ball)
- Cannon Fodder
- Dai-3-ji Super Robot Taisen (Только в Японии)
- Dai-4-ji Super Robot Taisen (Только в Японии)
- Dōkyūsei 2 (Только в Японии)
- Dragon Knight 4 (Только в Японии)
- Farland Story 2 (Только в Японии)
- Fun 'n Games
- Galaxy Robo (Только в Японии)
- Hiōden: Mamono-tachi tono Chikai (Только в Японии)
- J.R.R. Tolkien’s The Lord of the Rings: Volume 1
- Jurassic Park
- King Arthur's World
- Koutetsu no Kishi (Только в Японии)
- Koutetsu no Kishi 2: Sabaku no Rommel Shougun (Только в Японии)
- Koutetsu no Kishi 3: Gekitotsu Europe Sensen (Только в Японии)
- Lamborghini American Challenge
- Lemmings 2: The Tribes
- Lord Monarch (Только в Японии)
- Mario no Super Picross (Только в Японии)
- Mario Paint[2]
- Mario to Wario (Только в Японии)
- Mario's Early Years: Preschool Fun
- Mega lo Mania
- Might and Magic III
- Motoko-chan no Wonder Kitchen (Только в Японии)
- Nobunaga's Ambition
- Operation Thunderbolt[2]
- Pieces[3]
- Populous II: Trials of the Olympian Gods
- PowerMonger
- Revolution X
- Sangokushi Seishi: Tenbu Spirits (Только в Японии)
- Sgt. Saunders' Combat! (Только в Японии)
- Shien's Revenge
- Sid Meiers' Civilization
- SimAnt: The Electronic Ant Colony
- Snoopy Concert (Только в Японии)
- Sound Fantasy (Не вышла)
- Spellcraft: Aspects of Valor (Не вышла)
- Super Caesars Palace
- Super Castles (Только в Японии)
- Super Pachi-Slot Mahjong
- Super Solitaire
- T2: The Arcade Game[4]
- Tin Star[2]
- Tokimeki Memorial: Densetsu no Ni no Shita de (Только в Японии)
- Troddlers
- Utopia: The Creation of a Nation
- Vegas Stakes[2]
- Warrior of Rome III (Не вышла)
- Wonder Project J: Kikai no Shounen Pino (Только в Японии)
- Zan II Spirits (Только в Японии)
- Zan III Spirits (Только в Японии)